# 2020年エミリア・ロマーニャグランプリ
2020年エミリア・ロマーニャグランプリ（英語: 2020 Emilia Romagna Grand Prix）は、2020年のF1世界選手権第13戦として、2020年11月1日にイモラ・サーキットで開催された。
正式名称は「Formula 1 Emirates Gran Premio Dell'emilia Romagna 2020」。

## 背景
開催に至る経緯
イモラで初めてF1世界選手権レースが開催されたのは1980年で、長年イタリアGPの開催地であったモンツァ・サーキットに代わって開催され、翌1981年からはモンツァでのイタリアGPが復活したため、1国1開催の原則から隣国のサンマリノ共和国の名を借りて「サンマリノGP」として2006年まで開催されてきた。2007年以降、イタリアでのF1開催はモンツァのみに戻った。ところが、2020年に入り新型コロナウイルス感染症の世界的流行により多数のレースが開催中止や延期に追い込まれたことから、その代替としてイモラがF1の開催復活に名乗りを上げた結果、7月24日の追加日程発表にて第13戦「エミリア・ロマーニャGP」として開催されることが決まった。この年のイタリアでのF1開催はモンツァ（イタリアGP）、ムジェロ（トスカーナGP）に次いで3レース目である。グランプリの名称はイモラの所在地であるエミリア＝ロマーニャ州から取られた。前戦ポルトガルGPとの連戦となるが、ポルトガル最南端にあるアルガルヴェ・サーキットからイモラまでの移動距離が長いため、輸送に時間がかかることを考慮して、F1世界選手権で初めて土曜日と日曜日の2日間で行われる。なお、当初は1日あたり13,000人の観客を入れる予定であったが、開催目前にイタリアを含めたヨーロッパで新型コロナウイルスの感染者が急増してきたため、無観客で開催されることになった。DRSはフィニッシュラインの1箇所のみで、ターン9（ピラテッラ）の出口とターン15（ヴァリアンテ・アルタ）の2箇所でトラックリミット違反を重点的に監視する。フリー走行及び予選でトラックリミット違反を犯すとその周のタイムが抹消され、決勝では3回目で黒/白旗が出され、4回目以降はスチュワードに報告される。
タイヤ
本レースでピレリが持ち込むドライ用タイヤのコンパウンドはハード（白）：C2、ミディアム（黄）：C3、ソフト（赤）：C4の組み合わせ。2日間開催となるため、各ドライバーに供給されるタイヤは通常の13セットから10セット（ハード2、ミディアム2、ソフト6）に変更される。
メルセデスのコンストラクターズチャンピオン獲得条件
メルセデスは2位のレッドブルに209点差を付けており、本レースでレッドブルが33点以上差を縮められなかった場合、メルセデスが7年連続7回目のコンストラクターズチャンピオンを獲得する。

## エントリー
前戦ポルトガルGPから変更なし。

## フリー走行
前述の通りF1初となる2日間で行われるため、フリー走行は土曜午前の1回のみとなる。
セッションは気温16度、路面温度18度でスタートし、走行時間が通常の3回（240分）から1回（90分）のみとなったことから各車積極的にコースを走った。トップタイムはルイス・ハミルトン（メルセデス）の1分14秒726で、ドライバーズランキング上位のマックス・フェルスタッペン（レッドブル）とバルテリ・ボッタス（メルセデス）が2-3番手、ピエール・ガスリー（アルファタウリ）とシャルル・ルクレール（フェラーリ）が4-5番手に続いた。

## 予選
2020年10月31日 14:00 CET(UTC+1)
- 気温19度、路面温度26度、ドライコンディション[17]

バルテリ・ボッタスが最後のアタックでチームメイトのルイス・ハミルトンを上回り、今季4回目のポールポジションを獲得した。メルセデス勢に続く3番手のマックス・フェルスタッペン（レッドブル）はQ2の最初のアタックで「パワーがない」と訴えてピットに戻るも、素早いピット作業でコースに復帰して6番手のタイムを叩き出してQ2敗退を免れた。また、ピエール・ガスリー（アルファタウリ）4番手、アレクサンダー・アルボン（レッドブル）6番手、ダニール・クビアト（アルファタウリ）8番手と、フェルスタッペンを含めたホンダPU勢4台が全員Q3に進出した。

### 予選結果
| 順位                | No. | ドライバー                   | コンストラクター                   | Q1       | Q2       | Q3       | Grid |
| ------------------- | --- | ---------------------------- | ---------------------------------- | -------- | -------- | -------- | ---- |
| 1                   | 77  | バルテリ・ボッタス           | メルセデス                         | 1:14.221 | 1:14.585 | 1:13.609 | 1    |
| 2                   | 44  | ルイス・ハミルトン           | メルセデス                         | 1:14.229 | 1:14.643 | 1:13.706 | 2    |
| 3                   | 33  | マックス・フェルスタッペン   | レッドブル-ホンダ                  | 1:15.034 | 1:14.974 | 1:14.176 | 3    |
| 4                   | 10  | ピエール・ガスリー           | アルファタウリ-ホンダ              | 1:15.183 | 1:14.681 | 1:14.502 | 4    |
| 5                   | 3   | ダニエル・リカルド           | ルノー                             | 1:15.474 | 1:14.953 | 1:14.520 | 5    |
| 6                   | 23  | アレクサンダー・アルボン     | レッドブル-ホンダ                  | 1:15.402 | 1:14.745 | 1:14.572 | 6    |
| 7                   | 16  | シャルル・ルクレール         | フェラーリ                         | 1:15.123 | 1:15.017 | 1:14.616 | 7    |
| 8                   | 26  | ダニール・クビアト           | アルファタウリ-ホンダ              | 1:15.412 | 1:15.022 | 1:14.696 | 8    |
| 9                   | 4   | ランド・ノリス               | マクラーレン-ルノー                | 1:15.274 | 1:15.051 | 1:14.814 | 9    |
| 10                  | 55  | カルロス・サインツ           | マクラーレン-ルノー                | 1:15.528 | 1:15.027 | 1:14.911 | 10   |
| 11                  | 11  | セルジオ・ペレス             | レーシング・ポイント-BWTメルセデス | 1:15.407 | 1:15.061 |          | 11   |
| 12                  | 31  | エステバン・オコン           | ルノー                             | 1:15.352 | 1:15.201 |          | 12   |
| 13                  | 63  | ジョージ・ラッセル           | ウィリアムズ-メルセデス            | 1:15.760 | 1:15.323 |          | 13   |
| 14                  | 5   | セバスチャン・ベッテル       | フェラーリ                         | 1:15.571 | 1:15.385 |          | 14   |
| 15                  | 18  | ランス・ストロール           | レーシング・ポイント-BWTメルセデス | 1:15.822 | 1:15.494 |          | 15   |
| 16                  | 8   | ロマン・グロージャン         | ハース-フェラーリ                  | 1:15.918 |          |          | 16   |
| 17                  | 20  | ケビン・マグヌッセン         | ハース-フェラーリ                  | 1:15.939 |          |          | 17   |
| 18                  | 7   | キミ・ライコネン             | アルファロメオ-フェラーリ          | 1:15.953 |          |          | 18   |
| 19                  | 6   | ニコラス・ラティフィ         | ウィリアムズ-メルセデス            | 1:15.987 |          |          | 19   |
| 20                  | 99  | アントニオ・ジョヴィナッツィ | アルファロメオ-フェラーリ          | 1:16.208 |          |          | 20   |
| 107% time: 1:19.416 |     |                              |                                    |          |          |          |      |
| ソース:             |     |                              |                                    |          |          |          |      |

## 決勝
2020年11月1日 13:10 CET(UTC+1)
- 気温17度、路面温度24度、ドライコンディション[22]

タイヤ戦略が成功し、運も味方に付けたルイス・ハミルトン（メルセデス）が逆転優勝を果たした。ポールポジションからスタートしたチームメイトのバルテリ・ボッタスはマシンにダメージを抱えてタイヤ交換後はペースが上がらず、マックス・フェルスタッペン（レッドブル）に抜かれたが、フェルスタッペンの右リアタイヤが突然バーストして2位に返り咲いた。レッドブル勢はフェルスタッペンがリタイア、アレクサンダー・アルボンが15位と無得点に終わったことから、メルセデスのF1史上初となる7年連続のコンストラクターズチャンピオンが決定した。

### レース結果
| 順位    | No. | ドライバー                   | コンストラクター                   | 周回数 | タイム/リタイア原因 | Grid | Pts.  |
| ------- | --- | ---------------------------- | ---------------------------------- | ------ | ------------------- | ---- | ----- |
| 1       | 44  | ルイス・ハミルトン           | メルセデス                         | 63     | 1:28:32.430         | 2    | 26 FL |
| 2       | 77  | バルテリ・ボッタス           | メルセデス                         | 63     | +5.783              | 1    | 18    |
| 3       | 3   | ダニエル・リカルド           | ルノー                             | 63     | +14.320             | 5    | 15    |
| 4       | 26  | ダニール・クビアト           | アルファタウリ-ホンダ              | 63     | +15.141             | 8    | 12    |
| 5       | 16  | シャルル・ルクレール         | フェラーリ                         | 63     | +19.111             | 7    | 10    |
| 6       | 11  | セルジオ・ペレス             | レーシング・ポイント-BWTメルセデス | 63     | +19.652             | 11   | 8     |
| 7       | 55  | カルロス・サインツ           | マクラーレン-ルノー                | 63     | +20.230             | 10   | 6     |
| 8       | 4   | ランド・ノリス               | マクラーレン-ルノー                | 63     | +21.131             | 9    | 4     |
| 9       | 7   | キミ・ライコネン             | アルファロメオ-フェラーリ          | 63     | +22.224             | 18   | 2     |
| 10      | 99  | アントニオ・ジョヴィナッツィ | アルファロメオ-フェラーリ          | 63     | +26.398             | 20   | 1     |
| 11      | 6   | ニコラス・ラティフィ         | ウィリアムズ-メルセデス            | 63     | +27.135             | 19   |       |
| 12      | 5   | セバスチャン・ベッテル       | フェラーリ                         | 63     | +28.453             | 14   |       |
| 13      | 18  | ランス・ストロール           | レーシング・ポイント-BWTメルセデス | 63     | +29.163             | 15   |       |
| 14      | 8   | ロマン・グロージャン         | ハース-フェラーリ                  | 63     | +32.935 1           | 16   |       |
| 15      | 23  | アレクサンダー・アルボン     | レッドブル-ホンダ                  | 63     | +57.284             | 6    |       |
| Ret     | 63  | ジョージ・ラッセル           | ウィリアムズ-メルセデス            | 51     | アクシデント        | 13   |       |
| Ret     | 33  | マックス・フェルスタッペン   | レッドブル-ホンダ                  | 50     | タイヤ              | 3    |       |
| Ret     | 20  | ケビン・マグヌッセン         | ハース-フェラーリ                  | 47     | ギアボックス        | 17   |       |
| Ret     | 31  | エステバン・オコン           | ルノー                             | 27     | ギアボックス        | 12   |       |
| Ret     | 10  | ピエール・ガスリー           | アルファタウリ-ホンダ              | 8      | 水圧減少            | 4    |       |
| ソース: |     |                              |                                    |        |                     |      |       |

追記
- ^FL - ファステストラップの1点を含む
- ^1 - グロージャンは規定回数以上のトラックリミット違反を犯したため、5秒ペナルティとペナルティポイント1点（合計2点）が科せられた[28]が、タイムペナルティをピットインで消化しなかったためレースタイムに5秒加算され、12位から14位に降格した[27][23]

優勝者ルイス・ハミルトンの平均速度
209.429 km/h (130.133 mph)
ファステストラップ
- ルイス・ハミルトン - 1:15.484 (63周目)

ラップリーダー
太字は最多ラップリーダー
- バルテリ・ボッタス - 18周 (1-18)
- ルイス・ハミルトン - 45周 (19-63)

## 第13戦終了時点のランキング
|         | 順位 | ドライバー                 | ポイント |
| ------- | ---- | -------------------------- | -------- |
|         | 1    | ルイス・ハミルトン         | 282      |
|         | 2    | バルテリ・ボッタス         | 197      |
|         | 3    | マックス・フェルスタッペン | 162      |
|         | 4    | ダニエル・リカルド         | 95       |
|         | 5    | シャルル・ルクレール       | 85       |
| ソース: |      |                            |          |

|         | 順位 | コンストラクター                   | ポイント |
| ------- | ---- | ---------------------------------- | -------- |
|         | 1    | メルセデス                         | 479      |
|         | 2    | レッドブル-ホンダ                  | 226      |
| 2       | 3    | ルノー                             | 135      |
|         | 4    | マクラーレン-ルノー                | 134      |
| 2       | 5    | レーシング・ポイント-BWTメルセデス | 134      |
| ソース: |      |                                    |          |

- 注：ドライバー、コンストラクター共にトップ5のみ表示。